# Villandraut
Villandraut [vilɑ̃dʁo] (okzitanisch: Vilandraud) ist eine französische Gemeinde mit 1.140 Einwohnern (Stand: 1. Januar 2022) im Département Gironde in der Region Nouvelle-Aquitaine; sie gehört zum Arrondissement Langon und zum Kanton Le Sud-Gironde. Die Einwohner werden Villandrautais genannt.

## Geografie
Villandraut liegt etwa 55 Kilometer südsüdöstlich von Bordeaux am Fluss Ciron in den hier der Baillon einmündet. Umgeben wird Villandraut von den Nachbargemeinden Noaillan im Norden, Uzeste im Osten, Préchac im Süden, Saint-Léger-de-Balson im Westen und Südwesten sowie Balizac im Westen und Nordwesten.

## Bevölkerungsentwicklung
| Jahr                      | 1962 | 1968 | 1975 | 1982 | 1990 | 1999 | 2006 | 2013 |
| Einwohner                 | 988  | 940  | 887  | 914  | 777  | 815  | 900  | 994  |
| Quelle: Cassini und INSEE |      |      |      |      |      |      |      |      |

## Sehenswürdigkeiten
- Kirche Saint-Martin, 1850 bis 1860 erbaut
- Burg Villandraut, seit 1886 Monument historique

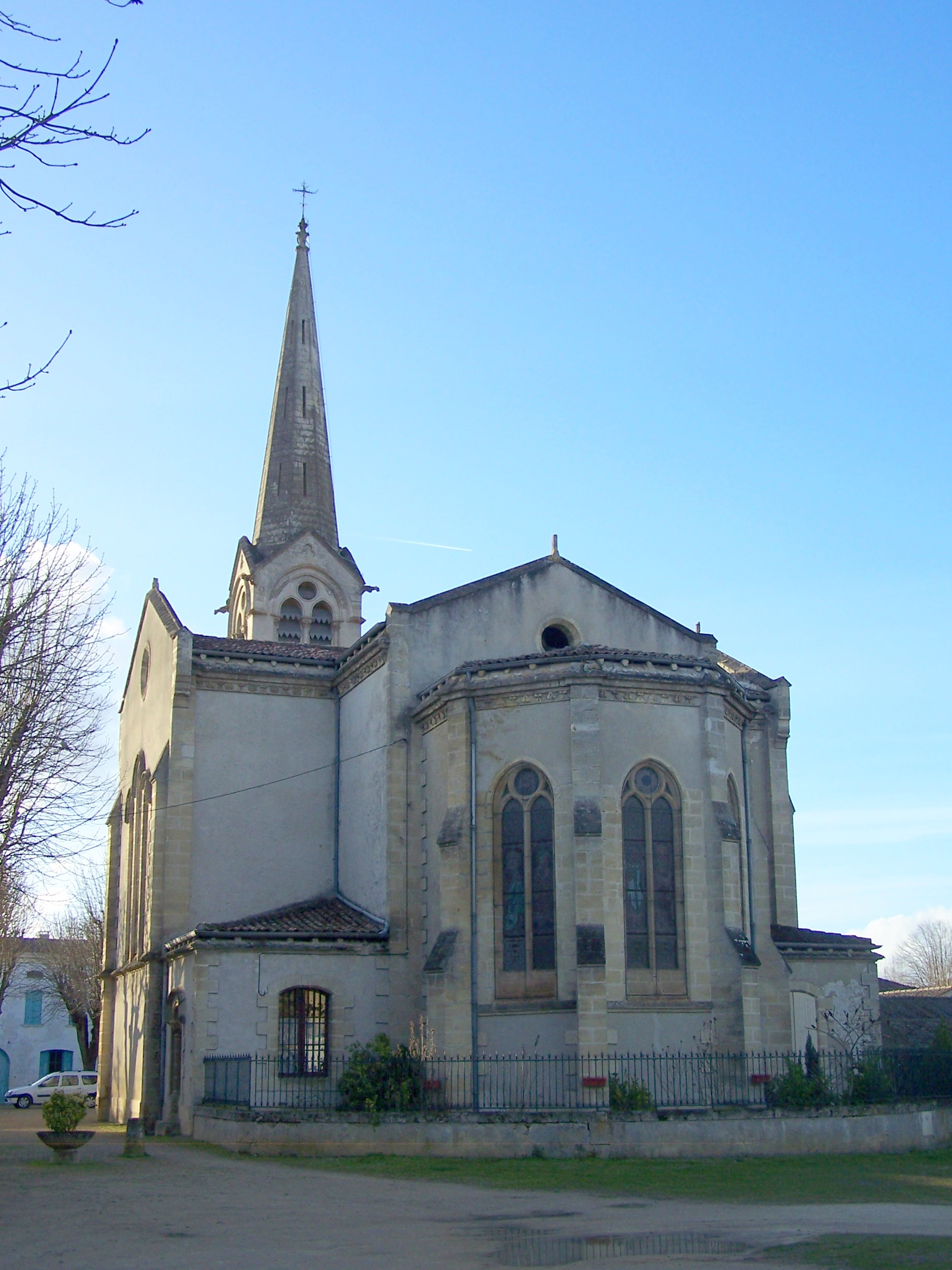
Kirche Saint-Martin
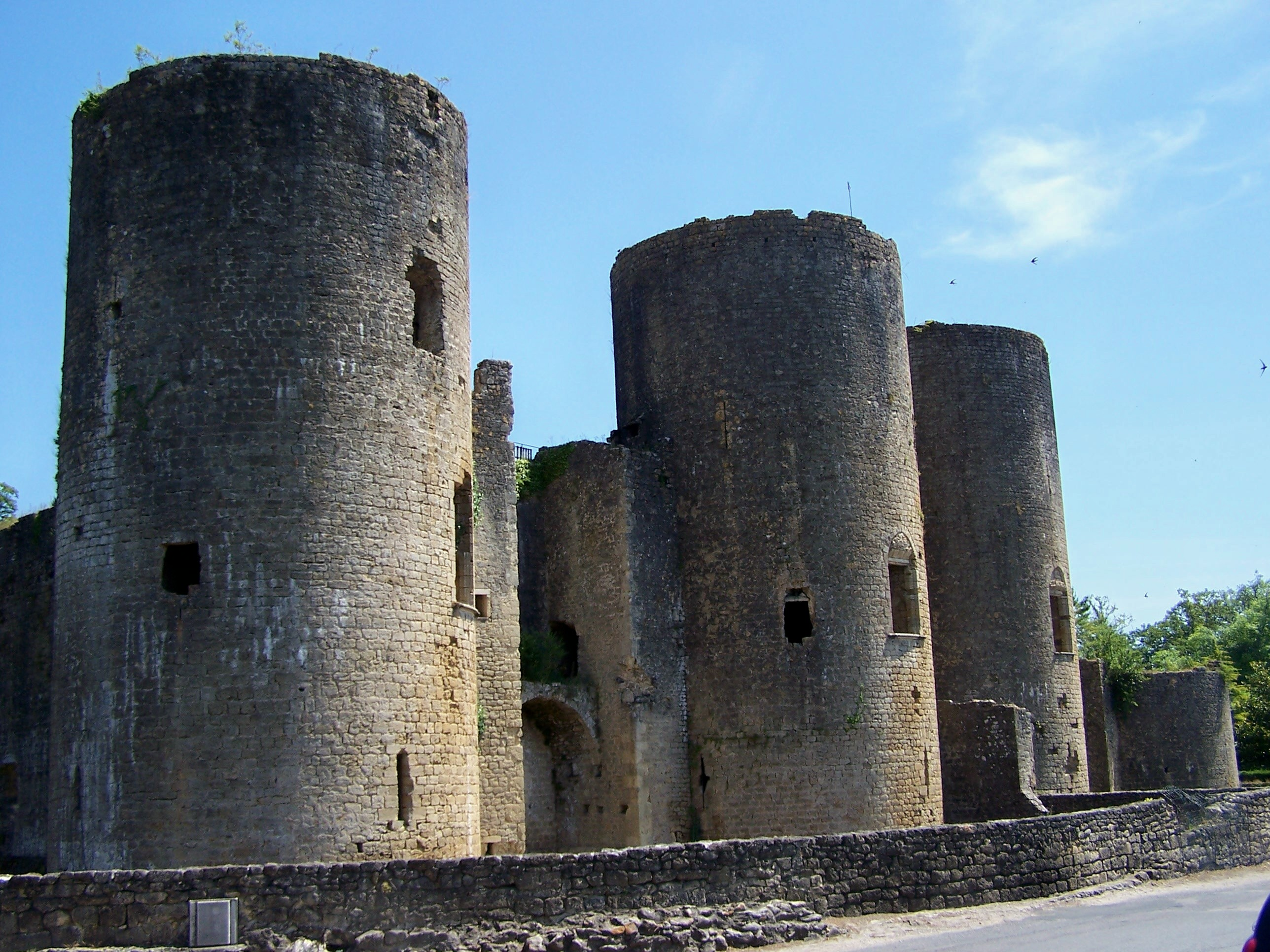
Burg Villandraut

## Persönlichkeiten
- Clemens V. (bürgerlich: Bertrand de Got, um 1264–1314), Papst
- Robert Boulin (1920–1979), Politiker, u. a. Landwirtschaftsminister (1968/1969)